# 네덜란드 공화국
네덜란드 7개주 연합공화국(네덜란드어: Republiek der Zeven Verenigde Nederlanden/Provinciën, Dutch Republic)은 1581년과 1795년 사이에 존재한 유럽의 공화국이다.

## 역사

### 독립전쟁까지의 저지대 역사
1581년 이전 저지국 (Low Countries)의 지역은 여러 공작령 (Duchy)과 백작령 (County) 그리고 독립 교구 (bishoprics)등으로 이루어져 있었으며 프랑스의 영역이던 플랑드르 백국을 제외하면 대부분이 신성 로마제국에 속해 있었다.
14세기 이후 이 저지대 국가의 대부분은 부르고뉴 공국-이후로는 부르고뉴를 상속받은 합스부르크 가의 영지에 속하게 되었다. 1549년 신성 로마제국 황제 카를 5세는 국사조칙을 제정하여 저지대의 7개 주에 자신의 통치권을 확고히 했다. 1558년 카를 5세가 승하하고 두 아들 중 한명인 펠리페 2세가 에스파냐 왕국과 함께 저지대를 상속받았다. 펠리페 2세는 국가 전체를 중세적인 체제에서 중앙집권적이고 현대적인 통치체계로 개편하려고 했다. 또한 저지대 지역에 높은 세금을 부과했고, 자치권을 축소했으며, 저지대의 개신교를 탄압했다.

### 네덜란드 독립 전쟁
이는 네덜란드인들의 강력한 반발을 샀고, 1568년 오렌지공 빌렘이 그들을 이끌고 반란을 일으켜 네덜란드 독립전쟁의 방아쇠를 당겼고, 네덜란드 독립 전쟁이 시작되었다. 1579년 저지대의 북부 7개주 대표들은 에스파냐군의 침공에 대한 상호방위를 약속한 위트레흐트 동맹을 체결했고, 1581년 오렌지공 빌럼은 네덜란드의 독립을 공식적으로 선언하였다. 남부의 10개 주는 1576년 안트베르펀 약탈이 자행되는 것을 지켜보고 간트 협약을 체결해 북부의 개신교 세력과 협력했지만, 이내 아라스 동맹을 결성하여 북부에 대항하게 되었다.
네덜란드가 홀로 에스파냐와 싸우기는 힘들었기 때문에, 공화국은 외국 군주들의 지원을 받으려고 노력했다. 1582년 오렌지공은 프랑스의 후원을 얻기 위하여 앙주공 프랑수아를 지도자로 추대하였다. 하지만 프랑수아는 가톨릭교도 프랑스인이었고, 개신교도가 대다수였던 네덜란드에서 환영받지 못했다. 네덜란드의 비협조적인 도시들에 군사력을 행사해 통제권을 되찾으려고 했으나, 안트베르펀 공략이 실패로 끝난 뒤 1583년 프랑스로 돌아갔다. 에스파냐는 네덜란드의 독립선언 이후 저지대에 군대를 파견했고, 수 년에 걸쳐 브라반트와 플랑드르의 많은 부분과 안트베르펀을 재점령하였다. 1584년 에스파냐에 의해 오렌지공 빌럼이 암살당하자, 영국의 엘리자베스 1세와 앙리 3세는 네덜란드의 지원요청을 공식적으로 거절하였다. (그러나 이후 영국은 논서치 협약을 체결하고 군대를 보내 비공식적으로 네덜란드를 계속 지원했다.)
1587년 네덜란드 의회는 오렌지 공 빌럼의 아들 오라녜 공작 마우리츠를 네덜란드 공화국의 원수로 임명했다. 마우리츠 공작은 상비군의 개념을 처음으로 실현시켰고 군대의 군복부터 무기 구경까지 모든 것을 표준화시켰으며, 효과적인 방진을 만들어내는 등 네덜란드의 군제를 대대적으로 개혁했다. 이에 힘입어 네덜란드 반란군은 에스파냐가 영국에게 패배한 틈을 노려 베르겐, 브레다를 시작으로 북부의 수많은 도시들을 잇따라 탈환하는 데 성공했다. 네덜란드는 니우포르트 전투와 지브롤터 해전에서 결정적인 승리를 거둬 에스파냐의 지배를 종식시켰다. 네덜란드는 상공업과 금융업의 중심지인 저지대, 한참 전에 손에 들어온 북유럽의 상권, 전쟁 기간 동안 다져진 막강한 해군을 기반으로 본격적인 해외 팽창에 시동을 걸었다.

### 완전한 독립 쟁취
1621년 네덜란드와 에스파냐가 영구적 평화조약을 체결하기 위한 합의에 도달하는데 실패하자, 전쟁은 다시 재개되었다. 네덜란드는 30년 전쟁에 뛰어들어 프랑스와 함께 싸웠고, 승전국의 대열에 끼게 되었다. 1648년 베스트팔렌 조약에서 명목상으로나마 유지되던 에스파냐의 네덜란드 지배가 완전히 종식되었다.

### 네덜란드의 황금시대
네덜란드 공화국의 통치체제가 정비되어 국내가 안정되고 이내 세계 제일의 부유한 무역국가로 발돋움하자, 네덜란드는 이른바 네덜란드의 황금 시대라 불리는 전성기를 맞게 되었다. 이 시기에 네덜란드는 경제,사회,미술,철학, 면에서 눈부신 발전을 이룩하게 되었으니, 램브란트가 그림을 그리던 시기인데, 렘브란트는 네덜란드가 네덜란드 공화국이던 시기에 직업소명설에 근거하여 목수, 의사 등 전문직 노동자로서 정직한 노동을 함과 노동을 하여 얻은 이윤으로써 양로원 등의 사회복지기관을 후원하는 자선으로써 개신교 경제윤리를 실천하던 칼뱅주의자들의 삶을 그린 화가이다.

#### 아시아 진출
에스파냐와 포르투갈은 네덜란드의 반란에 대한 보복으로 집적지인 리스본과 세비야로 집중되는 신대륙과 아시아의 부에 네덜란드가 접근하지 못하도록 막았다. 이에 네덜란드는 독자적인 항로와 해상 네트워크를 개척하여 아시아와 아메리카의 부에 접근하려고 시도했다. 1595년 최초의 네덜란드 선단이 향료 제도로 출발했고, 이내 1602년 통합 동인도 회사가 설립되어 국내에서 난립하던 동방무역 투자조직을 하나로 합병하였다. 동인도 회사는 최초의 근대적인 주식회사로, 운영방식과 조직 면에서 효율적이고 선진적이었다. 1611년 동인도회사(VOC)는 자와섬의 반텐에 설치된 교역소를 시작으로 네덜란드도 대항해 시대에 본격적으로 뛰어들게 되었다.
회사는 얀 피터스존 쿤의 운영을 통해 급성장했다. 그는 본국과 여러 상관을 중간 연결하는 역할인 바타비아를 건설해 훨씬 더 빠르고 유연한 대응을 가능하게 했다. 그리고 암본 사건을 일으켜 영국 동인도 회사의 영향력을 축출하고 포르투갈의 동방 거점을 하나씩 공략해 경쟁자들을 제거했다.(영국-네덜란드 전쟁, 네덜란드-포르투갈 전쟁) 1641년까지 콜롬보, 실론, 나가파트남, 타이완, 그리고 포르투갈의 가장 중요한 거점 중 하나인 말라카를 빼앗았고, 일본과도 데지마를 통해 교류하여 이윤을 얻는 한편, 일본에게도 난학을 통해 서구 세계의 발달된 지식에 대한 접근을 가능케 했다. 우리나라에 표류한 벨테브레와 하멜이 한국에 온 때가 이 시기, 동인도회사가 일본 등 다른 나라들과 해상무역을 하던 시기이다. 향료 제도의 VOC에 저항하거나 독점을 인정하지 않는 세력도 굴복시켰다.
이렇게 네덜란드는 세계무역에서 강력한 우위를 오랜 시간동안 유지하여 향신료, 면직물(후기에는 커피, 담배와 같은 상품 작물)을 유럽에 독점적으로 공급하여 큰 이익을 얻었다.

#### 아메리카 진출
네덜란드는 1621년 아메리카와 아프리카 교역을 목적으로 네덜란드 서인도 회사를 발족했다.
1614년 오늘날의 뉴욕주 올버니 근처에 네덜란드인들이 나사우 요새를 건설하면서 북아메리카의 식민화가 진행되었다. 1625년 오늘날의 맨해튼에 뉴 암스테르담이 건설되었고, 1655년 스웨덴 정착지를 흡수했다.
카리브해에서는 1620년 세인트마틴 섬에 정착지가 건설되었고, 이후 확장되어 네덜란드령 안틸레스의 시초가 되었고, 1667년 영국에게서 수리남을 빼앗아 네덜란드령 기아나를 확보하였다. 카리브 해 연안에서 재배된 사탕수수는, 사탕수수 재배가 시작된 브라질의 그것을 압도해버릴 정도로 성장했다. 브라질에서는 전부터 네덜란드인들이 광대한 포르투갈령 브라질의 통치를 도와주며 기반을 다지고 있었다. 1630년 네덜란드 독립전쟁의 최종 시기에 헨드리크 롱크가 이끄는 네덜란드군이 브라질 북부의 페르남부코와 레시페를 점령해 네덜란드령 브라질을 건설했다. 네덜란드의 통치는 1661년 헤이그 조약이 체결될 때까지 지속되었다.

#### 아프리카 진출
1598년 네덜란드인들은 황금 해안에 두 채의 요새를 건설했고, 몇 세기에 걸쳐 이들은 그들의 거점을 황금 해안, 노예 해안의 다른 지역과 Arguin 만, 로앙고-앙골라,세네감비아로 확대했다.
1652년 네덜란드 동인도 회사가 희망봉에 재보급 기지를 설치했고, 1795년 영국에게 접수될 때까지 이 영토는 확대되었다. 이때 이주한 네덜란드 이주민들은 훗날 보어인이라고 불리게 된다.

### 황금시대의 문화적 발전
네덜란드 공화국의 (종교전쟁과 개신교에 대한 대안으로서 로마 가톨릭이 스스로 개혁함에 시달리던 유럽 타 지역에 비해)자유분방한 분위기와 여러 종교에 관용적인 사회는 학문과 문화의 발달을 촉진했고, 유럽의 지식인들을 끌어들였다. 렘브란트와 요하네스 페르메이르를 비롯한 걸출한 미술가들을 배출했고, 바로크 건축도 발달했다. 네덜란드의 법률가들은 현대 해양법, 상법, 국제법의 기초를 닦았으며, <우신예찬>을 쓴 인본주의의 선구자 데시데리위스 에라스뮈스와 바뤼흐 스피노자와 같은 철학자도 배출하였다.

### 공화국의 쇠퇴

#### 공화주의자들과 오라녜파의 갈등
네덜란드는 17세기에 최전성기를 이룩했지만, 몇 가지 심각한 문제에 당면하게 되었다. 국내적으로는 공화주의자들과 친오라녜파의 오랜 갈등이 네덜란드의 단결력과 국력을 크게 좀먹어갔다. 공화국이 성립될 때부터 총독의 역할과 권한을 놓고 각 주들과 총독은 갈등을 빚었다. 그러나 빠르게 여러 문제에 대처하고, 에스파냐와의 전쟁을 잘 수행하기 위해서는 총독에게 어느정도 권한을 몰아주는 것이 불가피했다. 이 갈등은 결국 터져나와, 1618년 홀란드에서 연방군과 별개인 지방군을 조직하려던 요한 반 올덴바르너벨트의 정변 시도를 오라녜 공작 마우리츠가 진압했고, 마우리츠는 진압을 끝내고 홀란드의 공모자들을 숙청했으며, 연방의 권한을 주가 넘어설 수 없다는 것을 확인시켰다. 이때 총독의 권한은 거의 군주의 수준까지 상승했다. 이 분위기는 그의 형제 프레데리크 헨드리크의 통치기간까지 이어졌다.
1648년 프레데리크가 사망하고 그의 아들 빌럼 2세가 총독의 자리에 올랐다. 그는 아버지만한 카리스마를 가지고 있지 않았다. 독실한 칼뱅주의자였던 빌럼 2세의 친 개신교적, 호전적인 대외정책은 홀란드의 정치인과 지도자들을 우려하게 만들었다. 시작부터 좋지 않았던 빌럼 2세와 지방의 갈등은 결국 폭발했다. 홀란드가 이전에 요구했던 자치법령을 다시 들고 나온 것이었다. 내전의 위기에 직면하자 1650년 7월 30일 빌럼은 연방군을 동원해 홀란드의 유력 인사들을 체포하고 그들의 시도를 좌절시켰다. 하지만 그 직후 갑작스럽게 빌럼이 사망했다. 빌럼 프레데리크가 빌럼 3세의 섭정 역할을 자신이 하겠다고 제안했지만, 억눌린 공화파의 반발로 저지되었다. 그대신 그들은 각 주의 총독을 독자적으로 뽑았고, 그 결과 제1차 총독 공위기가 시작되었다. 1672년까지 계속되는 이 시대동안 네덜란드는 요한 데 위트 수상을 위시한 공화파의 통치에서 경제적으로 번영하는 시기를 누렸지만, 제2차 영국-네덜란드 전쟁이 시작되고 프랑스가 전쟁을 시작하자, 데 위트는 직위에서 쫓겨나 죽임을 당했고, 빌럼 3세가 오랜 공위기를 끝내고 총독직에 올랐다. 그러나 그가 죽고 또다시 제2차 총독 공위기가 시작되었다. 이 문제는 공화국이 멸망할 때까지 끊임없는 내분과 분열을 야기했다.

#### 주변국들의 견제와 침공
주변국들은 네덜란드의 성장을 심각하게 우려했고, 특히 영국과는 식민지와 세계 무역의 주도권을 놓고 갈등이 불가피했다. 1651년 올리버 크롬웰은 야심찬 해군건설계획을 실행에 옮겼고, 항해조례를 제정해 네덜란드의 무역을 견제했다. 네덜란드의 함선들은 영국보다 더 날렵해 세계 곳곳에서 벌이는 무역 경쟁에서 유리한 위치였지만, 에스파냐 해군에 의해 남유럽의 거의 모든 항구를 사용할 수 없었기에 그 지역에서는 영국이 유리했다. 항해법을 이용해 영국의 사략선들은 네덜란드의 상선단을 계속 공격했고, 네덜란드는 상선단을 호송하는 해군의 수를 늘리는 것으로 대응했다. 이윽고 발발한 제1차 영국-네덜란드 전쟁에서 마르턴 트롬프 제독은 던지네스 해전에서 영국을 크게 무찔렀다. 전후 네덜란드는 해군과 무역을 재정비했고, 영국에서는 1660년 왕정복고가 일어났다. 새로 즉위한 찰스 2세는 항해조례를 갱신했고, 1664년 네덜란드의 뉴암스테르담을 함락했다. 초기 해전에서는 영국이 승리했지만, 프랑스가 네덜란드의 편에서 참전하고 런던 대화재와 흑사병 유행 등 악재가 겹친 상황에서 미힐 더 라위터르 제독은 전세를 반전시켜 템스 강 하구에까지 침입했다. 2차전은 1667년 브레다 조약으로 끝을 맺었다. 네덜란드는 두 차례의 전쟁을 잘 막아냈지만, 1672년 프랑스의 루이 14세가 저지대를 침공해 프랑스-네덜란드 전쟁을 일으켰고, 영국도 프랑스와 도버 밀약을 맺어 공격에 나섰다. 네덜란드는 영국 해군에게 네 차례 크게 승리했고, 외교전으로 브란덴부르크를 참전시키고 영국을 이탈시켰다. 그러나 육지에서는 프랑스에 맞서 운하의 수문을 개방해 수공에 나설 정도로 고전했다. 네덜란드가 영국보다 체급이 작았음에도 선전했던 이유는 해군의 경험과 전통에 있어 네덜란드가 앞섰기 때문이었다.
1688년 명예혁명으로 제임스 2세가 쫓겨나고 윌리엄 3세 하에서 영국과 네덜란드의 동군연합이 결성되자, 17세기의 이 갈등도 잠시 수면 아래로 들어갔다. 윌리엄 3세는 영국에서 자신의 영국에 대한 우호심을 의심하는 분위기를 억누르기 위하여 영국 해군에게 (네덜란드 해군의 규모를 영국의 60%로 제한하는 등)여러 가지 혜택을 부여했다. 이 평화기 동안 네덜란드 상인들은 그들의 상업 거점을 런던으로 옮겼고, 네덜란드의 경제적인 성장속도는 크게 저하되었다. 한편 영국은 18세기에 괄목할 만한 인구적/경제적 성장을 이루었다. 향신료의 가격이 하락하고 인도산 면직물의 수요가 증가함에 따라 네덜란드 동인도 회사는 후발주자였던 영국 동인도 회사에게 세계무역에서의 선두주자 자리를 빼앗겼다. 1780년에는 영국의 국내총생산량이 네덜란드의 그것을 추월했다. 이러한 형세 역전은 네덜란드인들의 원한을 부추겼다. 네덜란드인들은 미국 독립전쟁을 지원했고, 그 보복으로 영국은 전쟁을 선포했다. 전열함이 20척에 불과한 네덜란드 함대는 기습당해 전멸했고, 말라카, 실론을 비롯한 중요 해외 거점도 빼앗았다. 네덜란드 해군은 함대를 재건하려 했지만 이미 수적 격차는 회복할 수 없었다. 영국은 네덜란드를 보호령 수준으로까지 역량을 끌어내리려고 했고, 이 전쟁은 네덜란드에게 결정타를 가했다.
4차례에 걸친 전쟁과 확장 정책의 지속하기 위한 노력은 네덜란드의 채무를 급증시켰고 경제력을 약화시켰다. 모든 부분에서 쇠퇴의 징후가 뚜렷해졌고, 스페인 왕위 계승 전쟁과 오스트리아 왕위 계승 전쟁에서 공화국은 더 이상 유럽에서 중요한 열강의 위치를 차지할 수 없게 되었다.

### 멸망
미국 독립전쟁에 프랑스가 참전하자, 네덜란드는 두 세력으로 분열되었다. 친프랑스, 친 미국 성향의 애국자당(공화파)는 친영적이었던 오라녜파에 반발하여 1783-1787년 동안여러 차례 봉기했다. 공화파가 주요 도시를 차지했지만 오라녜파는 프로이센의 도움으로 통제권을 되찾았다. 그러나 프랑스 혁명 전쟁이 시작되고, 1795년 네덜란드 망명자들과 함께 프랑스 공화국군이 네덜란드를 침공했다. 공화주의자들은 빌럼 5세를 추방하고 네덜란드 공화국을 무너뜨려 네덜란드공화국의 역사는 종지부를 찍었다. 이윽고 프랑스의 위성국은 바타비아 공화국이 수립되었고, 나폴레옹은 이를 홀란드 왕국으로 바꾸었다. 네덜란드의 해외영토는 영국에게 접수되었다.
네덜란드는 1813년 나폴레옹으로부터 자유를 되찾았고, 영국-네덜란드 조약에서 영국으로부터 해외 영토들을 되돌려받았다. 단 케이프 식민지와 남아메리카의 몇몇 지역은 영국에게 공식적으로 통치권을 넘겼고, 그 대가로 영국령 동인도 제도의 섬들 일부를 받았다. 1815년 빈 회의에서 네덜란드는 리에주와 오스트리아령 남부 네덜란드를 획득했고, 입헌군주제를 기초로 네덜란드 연합왕국이 성립되었다.

## 정치
공화국은 7개 주들 사이의 연맹으로 구성되었다. 각 주들은 중앙의 통제에서 자유로운 독자적 정부를 가지고 있었고, 7개주 영역 이외에 연방의회의 직할령인 공동영토가 있었다. 연방의회(Staten-General)는 7개 주들의 투표를 통해 선출되었고, 헤이그에 소재했다. 공화국의 행정구역은 다음과 같이 구성되었다.
1. 헬러 공국(Duchy of Guelders)
2. 홀란트 백국(County of Holland)
3. 제일란트 백국(County of Zeeland)
4. 위트레흐트 지역
5. 오베르이셀 지역
6. 프리지아 지역
7. 흐로닝언과 옴멜란덴 지역

베스트팔렌 조약이 체결되고, 몇몇 국경지대가 공화국의 손에 들어왔다. 이 신규영토는 공동영토Generaliteitslanden) 로 취급되어 슈타츠브라반트,슈타츠플란데런,슈타츠오퍼헬러를 구성했다.
실제로 드렌테 백국까지 포함하면 네덜란드의 주는 8개였지만, 이 지역은 매우 빈곤해 연방세 징수를 면제받았고, 이 때문에 연방의회에 대표권을 행사하지 못했다. 각 주는 독자적으로 통치되었고, 수장으로 대의장(Raadpensionaries)을 두고 있었다. 평화기에는 대의장의 권력이 연방보다 강했지만, 총독이 전군을 지휘하는 전시에는 총독의 권력이 우위를 차지했다. 네덜란드의 총독 직위는 하나의 직함이 아니라 7개 주의 총독을 아울러 이르는 말이었다. 이론적으로는 출신에 관계없이 누구나 총독에 선출될 수 있었지만 실제로는 오라녜나사우 가가 총독직을 독점했다. 가끔 다른 인물이 되는 경우도 있었지만 예외에 불과했다. 대개 홀란드,제일란트,위트레흐트의 총독은 같은 사람이 맡았다.
독립기부터 멸망할 때까지 오라녜파와 공화파의 만성적인 갈등을 겪었다. 오라녜파는 총독, 사실상 오라녜나사우 가를 지지했고 공화파는 연방의회를 지지했고 사실상 혈연관계에 바탕을 둔 총독의 권위를 진정한 공화제로 대체하기를 원했다. 총독과 공화파의 갈등은 때때로 극심해져서 내전과 쿠데타까지 불러왔고, 네덜란드의 내적인 단결과 국력을 갉아먹었다.
연방의회는 네덜란드 동인도 회사와 네덜란드 서인도 회사를 관리하며 주들이 독자행동하는 것을 금지해 무역에서 서로 불필요한 충돌을 일으키는 것을 막았다. 하지만 홀란트와 제일란트는 몇몇 해양 원정을 독자적으로 진행하기도 했다.
네덜란드 공화국의 기본법은 미국 헌법의 골격 건설에도 영향을 주었으며, 제임스 매디슨의 글을 통해 알 수 있다. 그러나 네덜란드의 사례는 미국인들에 있어 반면교사, 즉 실패한 공화정의 사례로도 사용되었다. 매디슨은 네덜란드의 공화정을 "정부의 무능, 주들 사이의 의견 불일치, 외국의 영향력과 모욕, 유난한 전쟁으로 인한 재앙"의 전시장이라고 묘사했다.

## 종교
1579년 조인된 위트레흐트 동맹에서 홀란트와 제일란트는 칼뱅주의를 유일 종교로 정했다. 동맹에서 종교의 자유를 보장하고 종교를 이유로 누군가를 탄압할 수 없다는 것을 명시했지만, 모든 주들은 필요한 경우에 종교적인 문제를 규제했다. 오라녜공 빌럼은 종교의 자유를 옹호하는 자였고 가톨릭교도나 개신교 평신도의 여부를 따지지 않고 자신과 네덜란드 공화국에 모두 협력하기를 바랐지만, 전황이 악화되자 가톨릭교도들의 신앙은 빠르게 숨겨졌다. 머지않아 칼뱅파 개혁 교회가 사실상 공식적이고 특권적인 교회가 되었다.
유럽 사람들은 자신들이 사는 곳을 기독교 공화국 곧 거룩한 기독교 공동체(Corpus Christianum)라고 생각했으므로, 이들에게 타 기독교 교파는 그리스도의 몸을 분열시키는 것이었으므로 갈등하는 관계였다. 종교의 자유는 이를 풀기 위한 대안이었다. 네덜란드 공화국 시대 동안, 가게나 사무소를 차리고자 하는 사람은 개혁교회에 신고하고 선서를 해야만 했다. 기독교 평화주의자들인 재침례교 등의 다른 교파와 종교의 경우에는 시나 지역 지도자들에 의해 박해받았다. 17세기 레이덴의 경우에는, 자신의 집을 종교적 목적으로 사용하게 한 이교도의 경우에는 200 길더(당시 숙련노동자의 일년치 임금)을 벌금으로 물고 도시에서 추방될 수도 있었다. 하지만 네덜란드는 농업생산성의 향상과 대항해시대라고 불리는, 아메리카와 아시아에서 향신료, 비단, 인도산 면 섬유와 같은 문물이 들어오는 시대변화에 맞게 곡물, 외국에서 들어온 문물이라는 상품과 화폐를 바꾸는 상업을 발달시키고, 상업이 발달함은 영주의 지배를 받지 않는 자치도시의 발달로, 자치도시의 발달은 도시국가로 이어진 중세 유럽사를 생각해보면 알 수 있듯이, 상업이 발달한 국가이니 다른 교파의 기독교인이라고 해도 장사를 해야 하는, 경제적 이유로 개인적 종교의 자유는 보장되었고-동시대 유럽의 다른 지역보단 종교의 자유를 존중함이 나았기 때문에-타 유럽지역에서 많은 종교 망명자들이 네덜란드로 향하는 이유가 되었다.

## 참조자료
- Israel, J.I. (1989), Dutch Primacy in World Trade 1585–1740, Clarendon Press Oxford, ISBN 0-19-821139-2
- Israel, J.I. (1995), The Dutch Republic: Its Rise, Greatness and Fall, 1477–1806, Oxford University Press, ISBN 0-19-873072-1 hardback, ISBN 0-19-820734-4 paperback

## 같이 보기
- 네덜란드 식민제국
- 네덜란드 동인도 회사
- 네덜란드 서인도 회사